# Acasis ussurica
Acasis ussurica là một loài bướm đêm trong họ Geometridae.